# King Hu
King Hu (în chineză: 胡金铨; n. 29 aprilie 1932, Beijing, Republica Chineză – d. 14 ianuarie 1997, 北投區⁠(d), Taipei, Taiwan) a fost un regizor de film chinez cu origini din Hong Kong și Taiwan, ale cărui filme wuxia au adus cinematografia chinezească la un nou nivel tehnic și artistic. Filmele sale Rândunica de aur (1966), Dragon Gate Inn (1967 )și A Touch of Zen (1971) au inaugurat o nouă generație de filme wuxia la finalul anilor 1960. De asemenea a fost scenarist și scenograf.